# Margrete Heiberg Bose
Margrete Elisabeth Heiberg Bose (Sorø 1865–1952) est une physicienne argentine d'origine danoise, la première femme à obtenir un diplôme de chimie au Danemark, peut-être la première femme physicienne à travailler en Amérique latine et l'une des premières de toutes les Amériques.

## Biographie
Née à Sorø, au Danemark, elle étudie la philosophie, les mathématiques et la chimie, matière dans laquelle obtient son diplôme en 1901. Elle est également la première femme à obtenir une M.Sc. à l'Université de Copenhague. Elle poursuivit ses études auprès de Walther Nernst à Göttingen, Allemagne. 
C'est là qu'elle rencontre Emil Bose, un physicien allemand avec qui elle se marie. Ils s'installent à Gdańsk où il est professeur et rédacteur en chef de la revue Physikalische Zeitschrift.
Au début des années 1900, une initiative est lancée pour créer une université nationale de haut niveau, avec un institut de physique comme pierre angulaire, à La Plata, en Argentine. 
Emil Bose se voit proposer la direction de l'institut. Il s'y installe avec Margrete en 1909, qui se voit également offrir un poste. Ensemble, ils enseignent les premiers cours de physique expérimentale au pays. En 1910, une grande réunion scientifique est organisée à Buenos Aires pour célébrer le centenaire de l'Argentine, réunissant environ 1 000 participants, dont Margrete était la seule femme.